# Hans Schöchlin
Hans Schöchlin   (valor desconegut, 6 de març de 1893 - valor desconegut, 3 de juny de 1978) fou un remer suís que va competir durant les dècades de 1920 i 1930.
El 1928 va prendre part en els Jocs Olímpics d'Amsterdam, on disputà la prova del dos amb timoner del programa de rem. Formant equip amb el seu germà Karl Schöchlin i Hans Bourquin guanyà la medalla d'or. Als Jocs de Berlín de 1936 va prendre part en les proves de literatura del programa d'art.
En el seu palmarès també destaquen vuit medalles al Campionat d'Europa de rem, dues d'or, cinc de plata i una de bronze, entre 1922 i 1931.